# علم الوراثة الإحصائي
علم الوراثة الإحصائي (بالإنجليزية: Statistical genetics) هو مجال علمي يهتم بتطوير وتطبيق الأساليب الإحصائية لاستخلاص الاستدلالات من البيانات الوراثية. يستخدم هذا المصطلح بشكل شائع في سياق علم الوراثة البشرية. يتضمن البحث في علم الوراثة الإحصائية عمومًا تطوير نظرية أو منهجية لدعم البحث في أحد المجالات الثلاثة ذات الصلة:
- علم الوراثة السكانية - دراسة العمليات التطورية التي تؤثر على التنوع الجيني بين الكائنات الحية.
- علم الأوبئة الوراثية - دراسة تأثير الجينات على الأمراض.[1]
- الوراثة الكمية - دراسة تأثيرات الجينات على الأنماط الظاهرية "الطبيعية".

يميل علماء الوراثة الإحصائية إلى التعاون بشكل وثيق مع علماء الوراثة وعلماء الأحياء الجزيئية والأطباء وأخصائيي المعلوماتية الحيوية. علم الوراثة الإحصائية هو نوع من علم الأحياء الحسابي.